# Eparchia di Boroviči

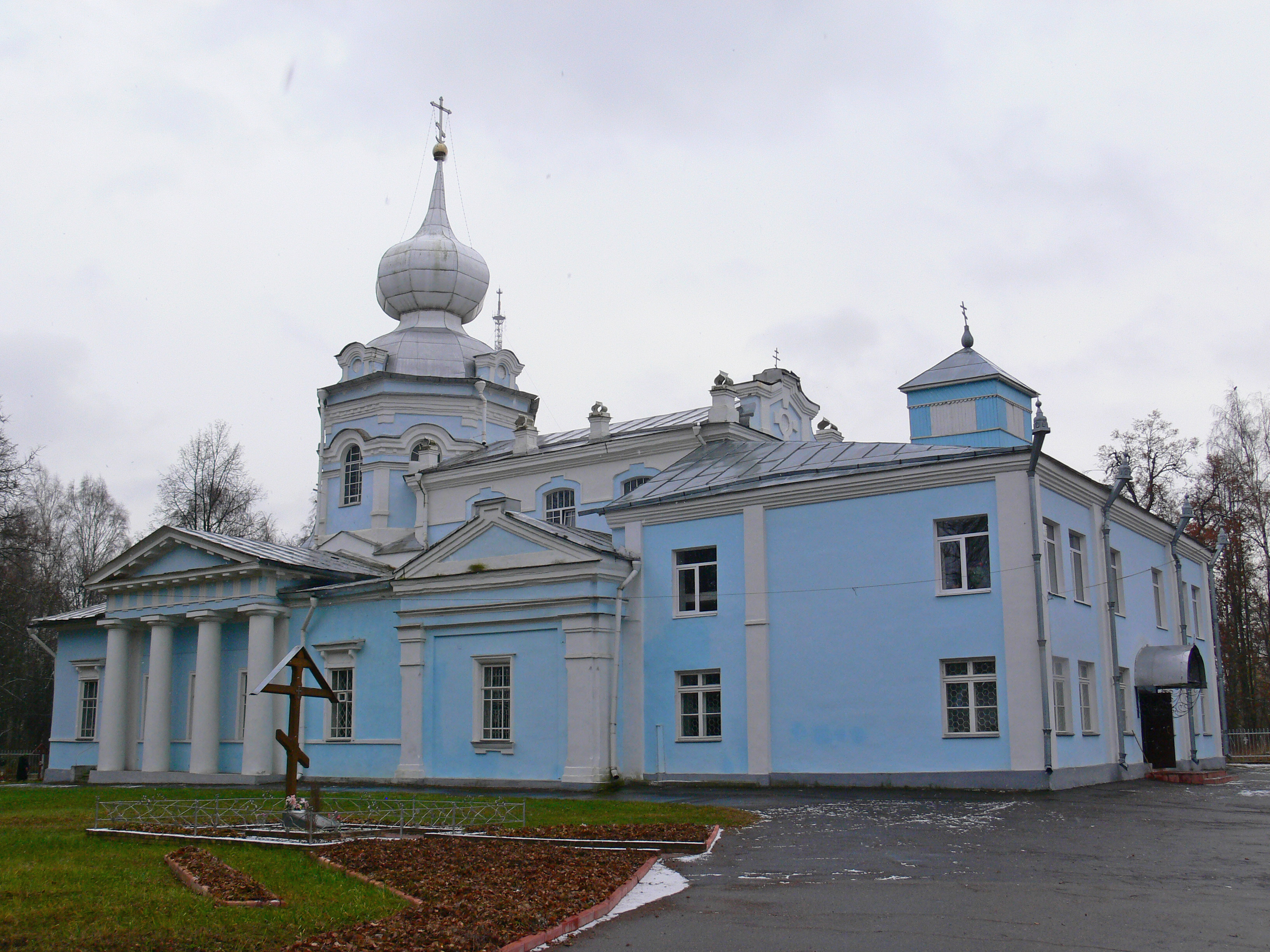
La cattedrale dell'Assunzione di Boroviči.

L'eparchia di Boroviči (in russo Боровичская епархия?) è una diocesi della Chiesa ortodossa russa, appartenente alla metropolia di Novgorod.

## Territorio
L'eparchia comprende i rajon Borovičskij, Okulovskij, Chvojninskij, Ljubytinskij, Pestovskij e Mošenskoj nell'oblast' di Novgorod nel circondario federale nordoccidentale.
Sede eparchiale è la città di Boroviči, dove si trova la cattedrale dell'Assunzione.
L'eparca ha il titolo ufficiale di «eparca di Boroviči e Pestovo».

## Storia
L'eparchia è stata eretta dal Santo Sinodo della Chiesa ortodossa russa il 28 dicembre 2011 ricavandone il territorio dall'eparchia di Novgorod.